# 帕索 (梅克伦堡-前波美拉尼亚州)
帕索（德語：Passow）是德国梅克伦堡-前波美拉尼亚州的市镇，隶属于路德维希斯卢斯特-帕尔希姆县，总面积为24.62平方千米，截至2020年总人口为679人。